# 27 juin 2019
Le jeudi 27 juin est le 178e jour de l'année 2019.

## Décès
- Vukica Mitić, joueuse de basket-ball yougoslave, médaillée de bronze aux Jeux olympiques d'été de 1980[1].
- Nemesio Mosquera, footballeur international péruvien[2].
- Hartmut Nickel, hockeyeur sur glace et entraîneur est-allemand puis allemand[3].
- Rodolfo Opazo Bernales, peintre, graveur, sculpteur et professeur des universités chilien[4].
- Justin Raimondo, Écrivain et libertarien américain[5].
- Louis Thiry, organiste et musicien français[6].

## Événements

Mette Frederiksen .jpg

- La socio-démocrate Mette Frederiksen est chargée de former le gouvernement danois ;
- Pour la première fois depuis la création de l'épreuve en 1958, un Français, Alexandre Kantorow, décroche le premier prix de piano du Concours international Tchaïkovski.
- En Tunisie, à Tunis :
  - un double-attentat-suicide contre la police, revendiqué par l’État islamique, provoque un mort chez les policiers et 8 blessés[7] ;
  - quelques heures après, le président Béji Caïd Essebsi doit être hospitalisé à la suite d'« un grave malaise »[8].